# Tinkering with Trouble
Tinkering with Trouble (o Lonesome Luke Becomes a Janitor) è un cortometraggio muto del 1915 prodotto e diretto da Hal Roach. Interpretato da Harold Lloyd, il film fa parte della serie di comiche che hanno come protagonista il personaggio di Lonesome Luke.

## Produzione
Il film fu prodotto da Hal Roach per la Rolin Films (come Phunphilms). Venne girato dal 26 agosto al 9 settembre 1915.

## Distribuzione
Distribuito dalla Pathé Exchange, uscì nelle sale cinematografiche USA il 17 novembre 1915. In Francia, venne distribuito dalla Pathé Frères l'11 agosto 1916 con il titolo Les Déboires d'un portier.